# Aéroport international de Ouagadougou
L’aéroport international de Ouagadougou (code IATA : OUA • code OACI : DFFD) est le plus grand aéroport burkinabé, desservant Ouagadougou la capitale du pays. Il possède une piste de 3 028 mètres lui permettant d’accueillir les plus gros avions. Air France et Air Burkina occupent 60 % du trafic aérien à Ouagadougou. L'aéroport s'étale sur 426 hectares dans le centre de Ouagadougou. 

## Histoire

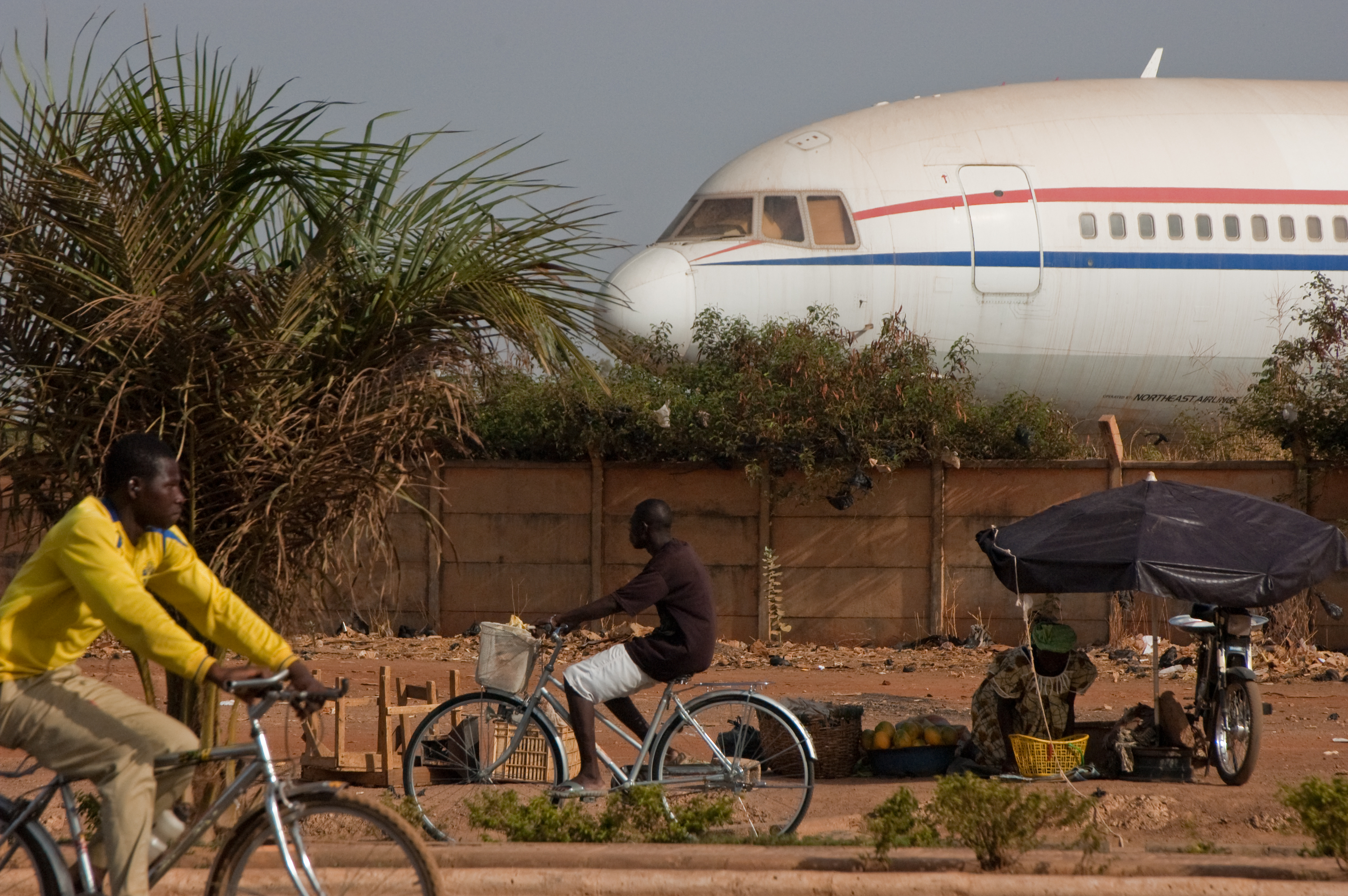
L'aéroport a été construit avant l'expansion urbaine, si bien qu'il se trouve maintenant entouré de quartiers ouagalais

L'aéroport a fait l'objet de travaux importants en 2010-2011 pour améliorer la sécurité et l'accueil des voyageurs.
Pour des raisons de sécurité et d'aménagement du centre de Ouagadougou, la décision a été prise de déplacer l'aéroport dans le nord de la ville. Une nouvelle infrastructure, l'aéroport international de Ouagadougou-Donsin devait remplacer l'aéroport international de Ouagadougou en 2021,. La fin des travaux est aujourd'hui prévue pour 2025.

## Situation
| Ouagadougou Bobo-Dioulasso |

## Compagnies aériennes
| Compagnies         | Destinations |
| ------------------ | --- |
| Air Algérie        | Alger-Houari-Boumédiène |
| Air Burkina        | - Abidjan-F.-H.-Boigny, - Accra-Kotoka, - Bamako-M. Keïta, - Bobo-Dioulasso, - Cotonou, - Dakar-B. Diagne, - Lomé-G. Eyadéma, - Niamey-D. Hamani |
| Air Côte d'Ivoire  | Abidjan-F.-H.-Boigny |
| Air France         | Paris-Charles de Gaulle |
| Air Senegal        | Dakar-B. Diagne |
| ASKY Airlines      | Conakry, Lomé-G. Eyadéma, Niamey-D. Hamani |
| Brussels Airlines  | Bruxelles-National |
| Ethiopian Airlines | Addis-Abeba Bole, Conakry, Niamey-D. Hamani |
| Royal Air Maroc    | Casablanca-Mohammed-V |
| Tunisair           | Abidjan-F.-H.-Boigny, Tunis-Carthage |
| Turkish Airlines   | Conakry, Freetown-Lungi, Istanbul |

Édité le 25/01/2020  Actualisé le 29/08/2023

## Statistiques
Pour des raisons techniques, il est temporairement impossible d'afficher le graphique qui aurait dû être présenté ici.

Voir la requête brute et les sources sur Wikidata.